# Palazzo del Capitaniato
Il palazzo del Capitaniato, noto anche come loggia del Capitaniato o loggia Bernarda, è un palazzo di Andrea Palladio che si affaccia sulla centrale Piazza dei Signori a Vicenza, di fronte alla Basilica Palladiana, attualmente sede del consiglio comunale cittadino. Fu decorato da Lorenzo Rubini e ospita all'interno dipinti di Giovanni Antonio Fasolo. Il palazzo fu progettato nel 1565 e costruito dal 1571 al 1572.
Dal 1994 è, con le altre architetture di Palladio a Vicenza, nella lista dei patrimoni dell'umanità dell'UNESCO. Nella catalogazione dei beni culturali, in Italia, questo palazzo è un'opera d'arte che viene catalogata nei tipi di beni immobili, architettura di tipo A.

## Storia

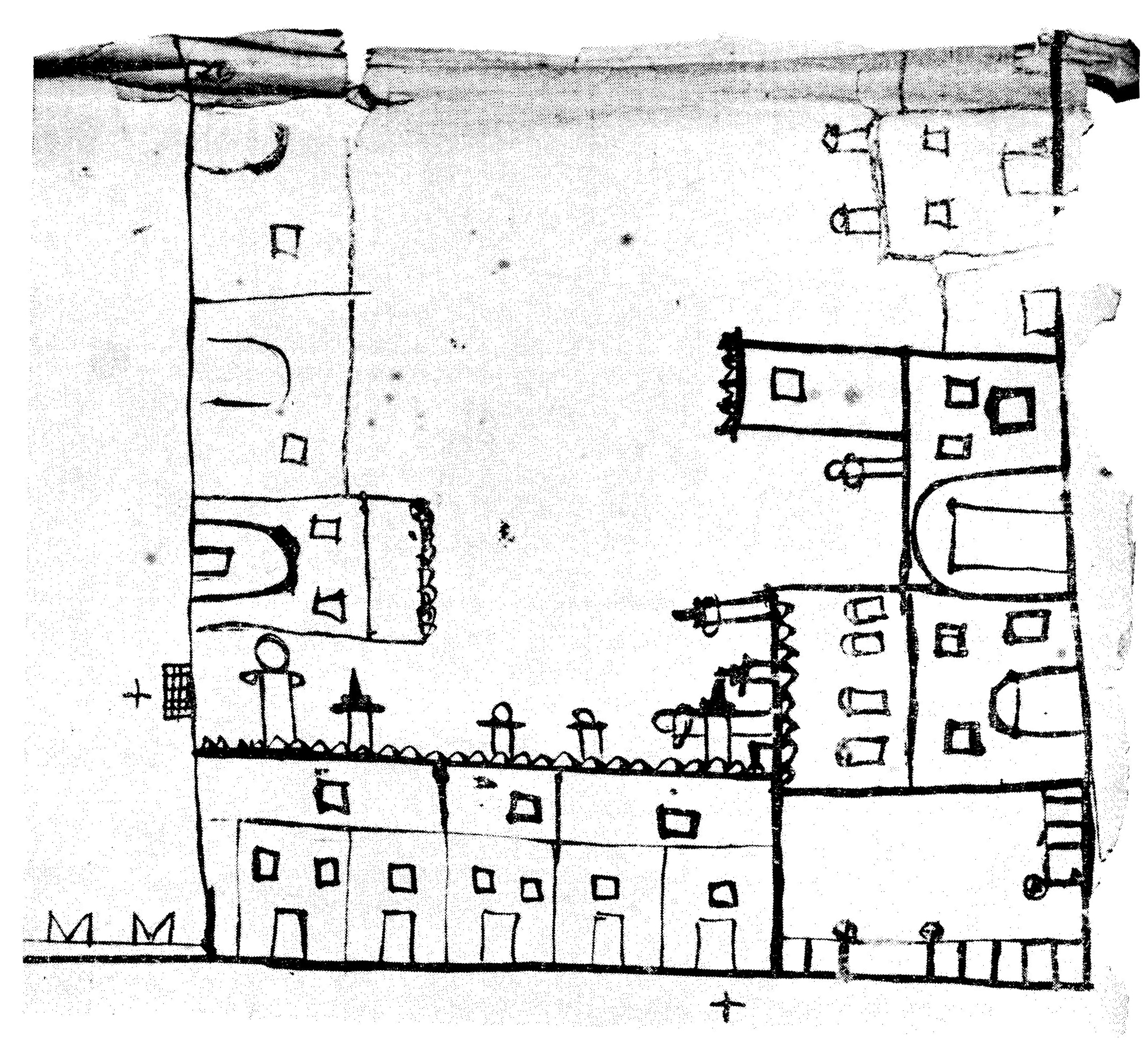
Mappa del Peronio di Vicenza (particolare) - Il palazzo del Capitanio nel 1481

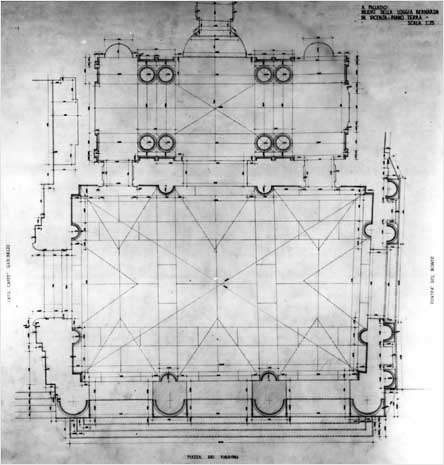
Palazzo del Capitanio, pianta (Pereswet-Soltan, 1969)

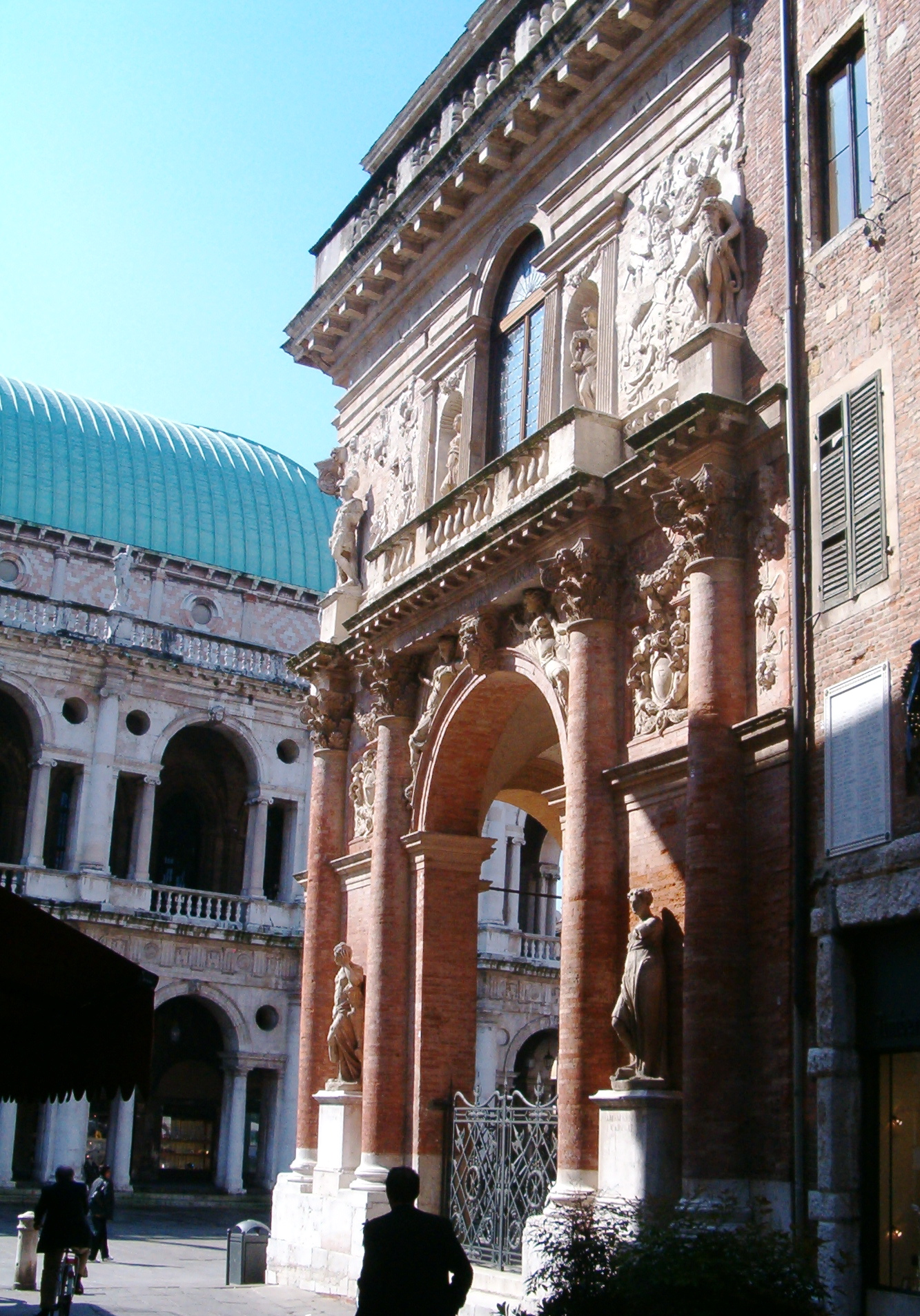
Il prospetto laterale che dà su Contrà Monte; nello sfondo uno scorcio della Basilica Palladiana

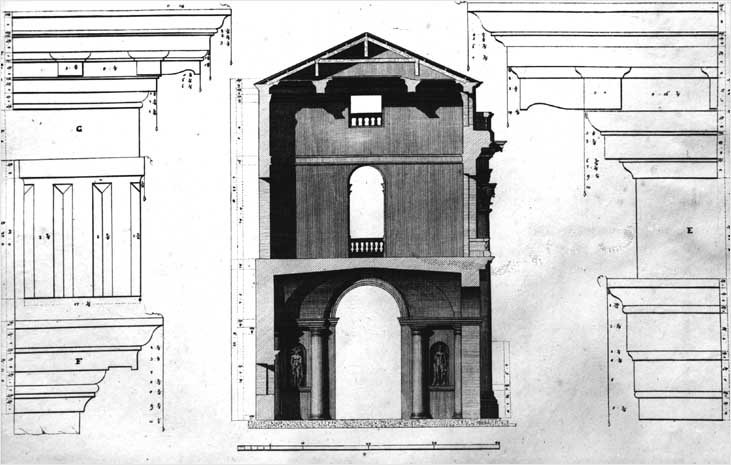
Palazzo del Capitanio, sezione (Ottavio Bertotti Scamozzi, 1776)

Nel 1565 la città di Vicenza chiese ad Andrea Palladio di realizzare un palazzo per il capitanio, il rappresentante della Repubblica di Venezia in città, da cui l'edificio prese il nome. Il palazzo doveva sostituire un preesistente edificio tardo medievale, già adibito a residenza del capitanio, che si affacciava su piazza dei Signori. In questo modo Palladio si trovò impegnato su due fronti della stessa piazza, dato che il cantiere della Basilica Palladiana, a cui l'architetto vicentino lavorava sin dalla metà degli anni quaranta, era ancora in corso.
Palladio si trovò dunque a sfidare se stesso, sulla stessa piazza, nell'arco di vent'anni. Nel palazzo del Capitaniato ebbe modo di sfruttare le conoscenze architettoniche e stilistiche nel frattempo acquisite, raggiungendo in tale opera uno dei massimi vertici della propria carriera. Lo stile dell'edificio è stato accostato a quello manierista, per via del vistoso scarto di ritmo tra prospetto e fianco, con risultati che non rientrano nel codice classicista.
Come molti altri palazzi dell'architetto veneto, l'edificio rimase parzialmente incompiuto: i lavori vennero fermati nel 1572, nonostante il palazzo non fosse terminato, e furono realizzate solo tre campate, invece delle (ipotizzate) cinque o sette inizialmente previste.
Il lato dove il palazzo avrebbe dovuto essere continuato fu rimesso in luce negli anni trenta del XX secolo, quando furono abbattuti alcuni edifici che vi si erano addossati. Si parlò allora di completare il palazzo costruendo le arcate mancanti, ma tale ipotesi non ebbe seguito. Per dare più dignità al palazzo la facciata laterale subì allora un adattamento lineare, secondo lo stile dell'epoca, con un arco, che però è stato oggetto di critiche.
Così come la dirimpettaia Basilica Palladiana, anche la Loggia del Capitaniato è stata oggetto di un intervento di restauro, da marzo a settembre 2008, in coincidenza con le celebrazioni per i 500 anni di Andrea Palladio, che ha riguardato la loggia e la facciata.

## Descrizione

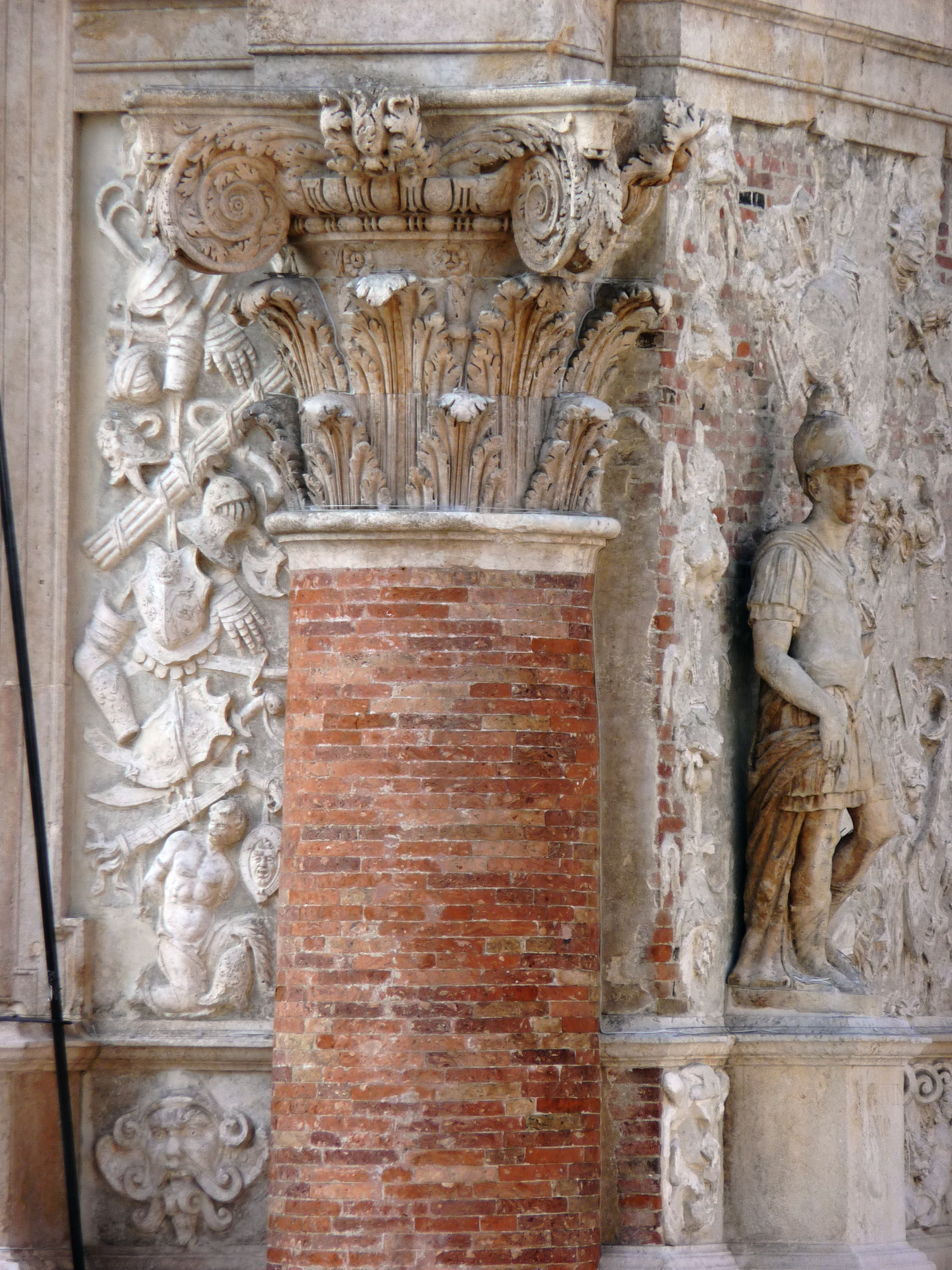
Dettaglio della facciata con un capitello corinzio e le decorazioni a stucco.

Il palazzo del Capitaniato è basato su un ordine composito, gigante sia in altezza sia in larghezza. Al piano terra vi è una grande loggia, coperta da ampie volte, che sorregge un piano nobile dotato di un grande salone (la sala Bernarda). La facciata del palazzo è alternata da quattro semicolonne giganti, in mattoni oggi a faccia vista, e tre grandi archi. Le decorazioni sono realizzate in pietra d'Istria e soprattutto stucchi. Le colonne erano ricoperte da un intonaco chiaro, di cui rimangono ampie tracce alla base dei capitelli corinzi.
Le arcate sono sormontate da balconi, che a loro volta sorreggono un attico balconato. Le tre arcate imponenti del portico sono sorrette dalle grandi colonne che giungono fin sotto la balaustra dell'attico. Sulla facciata principale alcune decorazioni rappresentano figure che versano dell'acqua, a simboleggiare i fiumi. Nella trabeazione del palazzo si può leggere l'iscrizione: "JO. BAPTISTAE BERNARDO PRAEFECTO", per ricordare chi commissionò il palazzo, ossia il capitanio Bernardo.

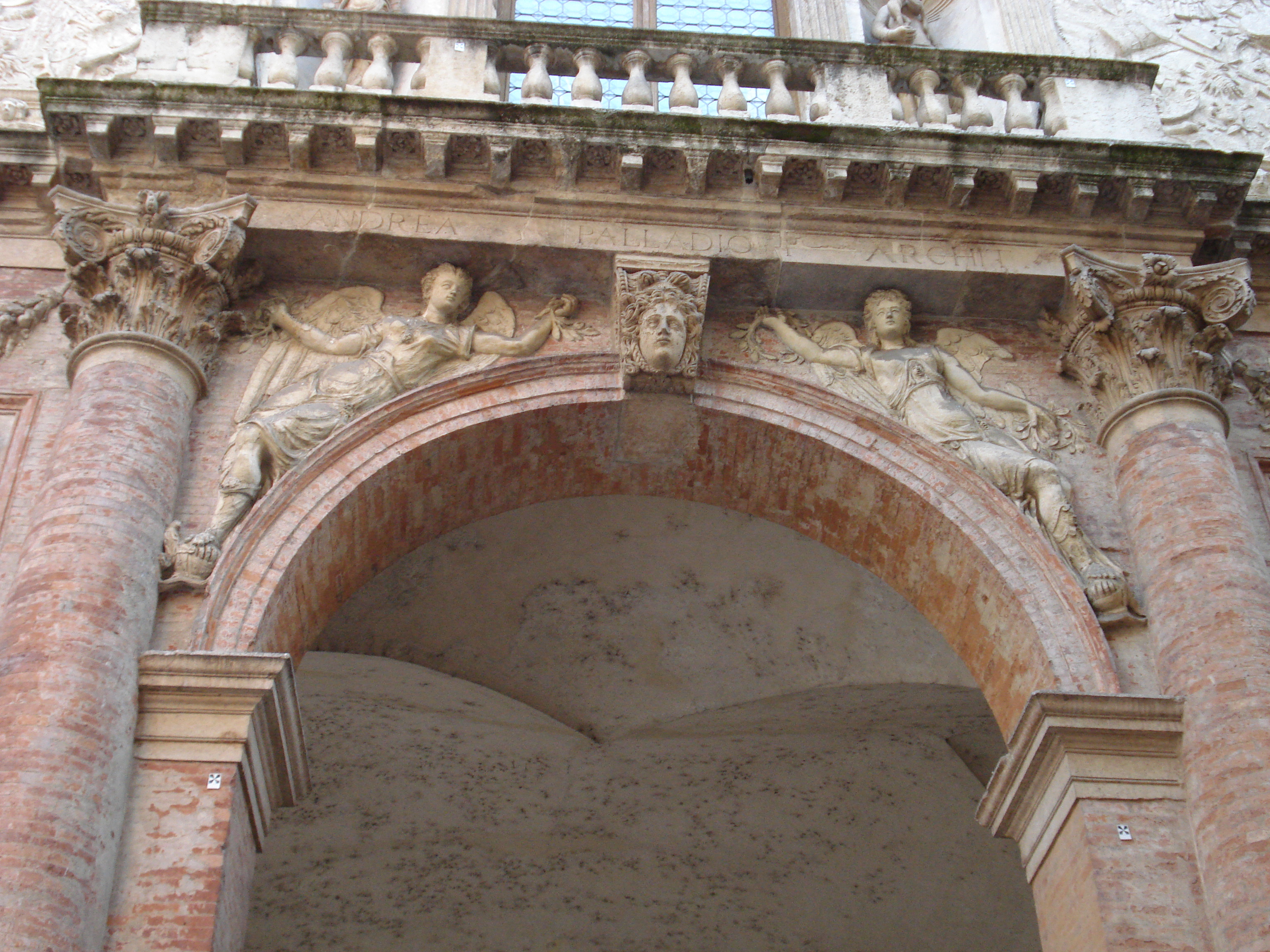
Fregi del portale laterale, con l'indicazione di Andrea Palladio architetto.

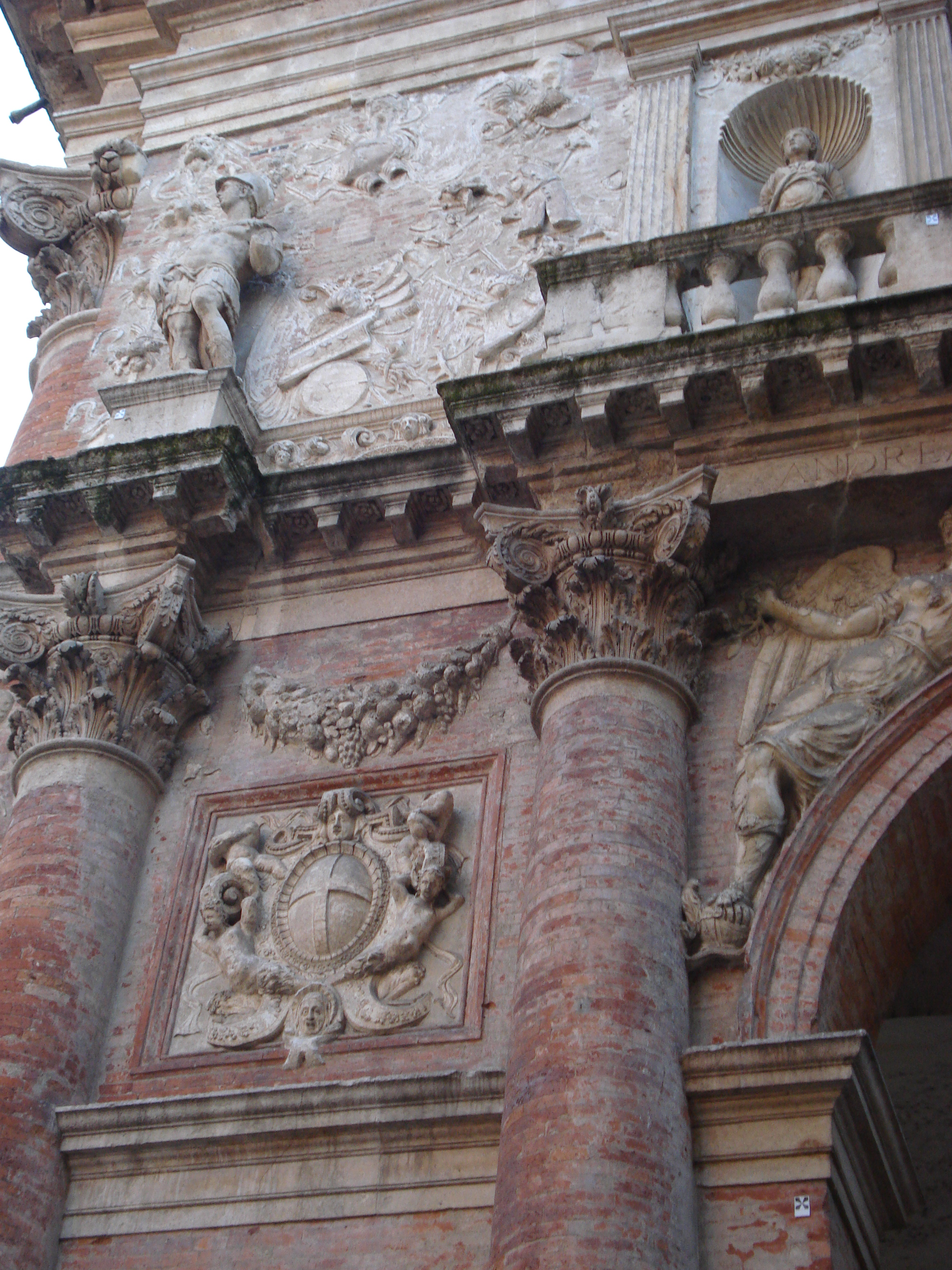
Dettaglio che rappresenta le armi dei vinti della battaglia di Lepanto del 1571.

Il prospetto laterale su contrà Monte, lavorato su modello degli archi di trionfo romani, presenta quattro semicolonne, ma più basse di quelle della facciata, ed è ornato da stucchi in bassorilievo e due statue allegoriche, collocate negli intercolumni, a ricordare la vittoria della flotta ispano-veneziana contro gli ottomani nella battaglia di Lepanto (7 ottobre 1571), alla quale si arrivò anche grazie al sacrificio di molti vicentini. Sulla base delle statue si possono leggere le due frasi in latino "PALMAM GENUERE CARINAE" ("Le navi determinarono la vittoria") e "BELLI SECURA QUIESCO" ("Riposo al sicuro dalla guerra", cioè sicura della pace conquistata), che suggeriscono il significato delle statue: la prima rappresenterebbe la dea della vittoria navale e la seconda la dea della pace. Nel piano superiore dell'arco vi sono altre quattro statue: la prima (dalla piazza) rappresenta la "Virtù", la seconda, un po' più piccola della prima, rappresenta la "Fede", la terza rappresenta la "Pietà" e infine la quarta, grande quanto la prima, rappresenta l'"Onore". L'interpretazione che viene data a questi simboli è univoca: la virtù, la fede, la pietà e l'onore ottengono la vittoria e la pace; e se Venezia poté prevalere sugli Ottomani fu proprio grazie a questi valori.
La città di Vicenza contribuì all'esito della battaglia di Lepanto. Sebastiano Rumor ricorda che Vicenza elargì dodicimila ducati che si aggiunsero ai quattrocento spontaneamente dati dal Collegio dei Notai, come tramanda lo storico Gaetano Maccà. L'Altopiano di Asiago fornì il legname necessario alla costruzione di due navi, l’Huomo Marino e la Torre di Vicenza, comandate, rispettivamente, da Giacomo Trissino e Ludovico Porto. Altri due vicentini parteciparono alle operazioni militari e le loro imprese furono celebrate dal poeta thienese Antonio Bertazzolo: si tratta di Alfonso e Ippolito da Porto.
La loggia a piano terra, recintata da un'alta cancellata in ferro battuto, è uno spazio armonioso, caratterizzato da nicchie e colonne; ospita alcune lapidi in ricordo dei caduti delle guerre.

### Sala Bernarda
Il piano nobile è occupato dalla Sala Bernarda, che è arricchita da affreschi del Cinquecento provenienti da una delle ville dei da Porto. Nella Sala Bernarda attualmente si riunisce il consiglio comunale vicentino. In occasione delle sedute del consiglio, i politici vicentini entrano proprio dal portone della loggia e non, come di consuetudine, dall'ingresso di Corso Palladio.
All'interno del palazzo del Capitaniato nel suo piano nobile, vi sono nove dipinti del Seicento di Giovanni Antonio Fasolo, che vennero restaurati nel 1961.
Tra giugno 2010 e gennaio 2012 la sala consiliare è stata oggetto di importanti lavori di ristrutturazione. L'arredo, completamente sostituito, è stato progettato dall'architetto spagnolo Salvador Pérez Arroyo che ha privilegiato il legno chiaro e l'alluminio. La ristrutturazione della sala ha interessato anche il soffitto e le nove grandi tele del cassettonato ligneo di Gian Antonio Fasolo che sono state completamente restaurate a cura della Soprintendenza per i beni storici, artistici ed etnoantropologici per le province di Verona, Rovigo e Vicenza.
Nella Loggia, dal 12 al 14 gennaio 2007, con grande successo di pubblico, fu esposta per tre giorni la coppa del mondo, vinta sei mesi prima dalla Nazionale di calcio dell'Italia. Vicenza fu la prima città d'Italia a ospitare la coppa del mondo in tour.

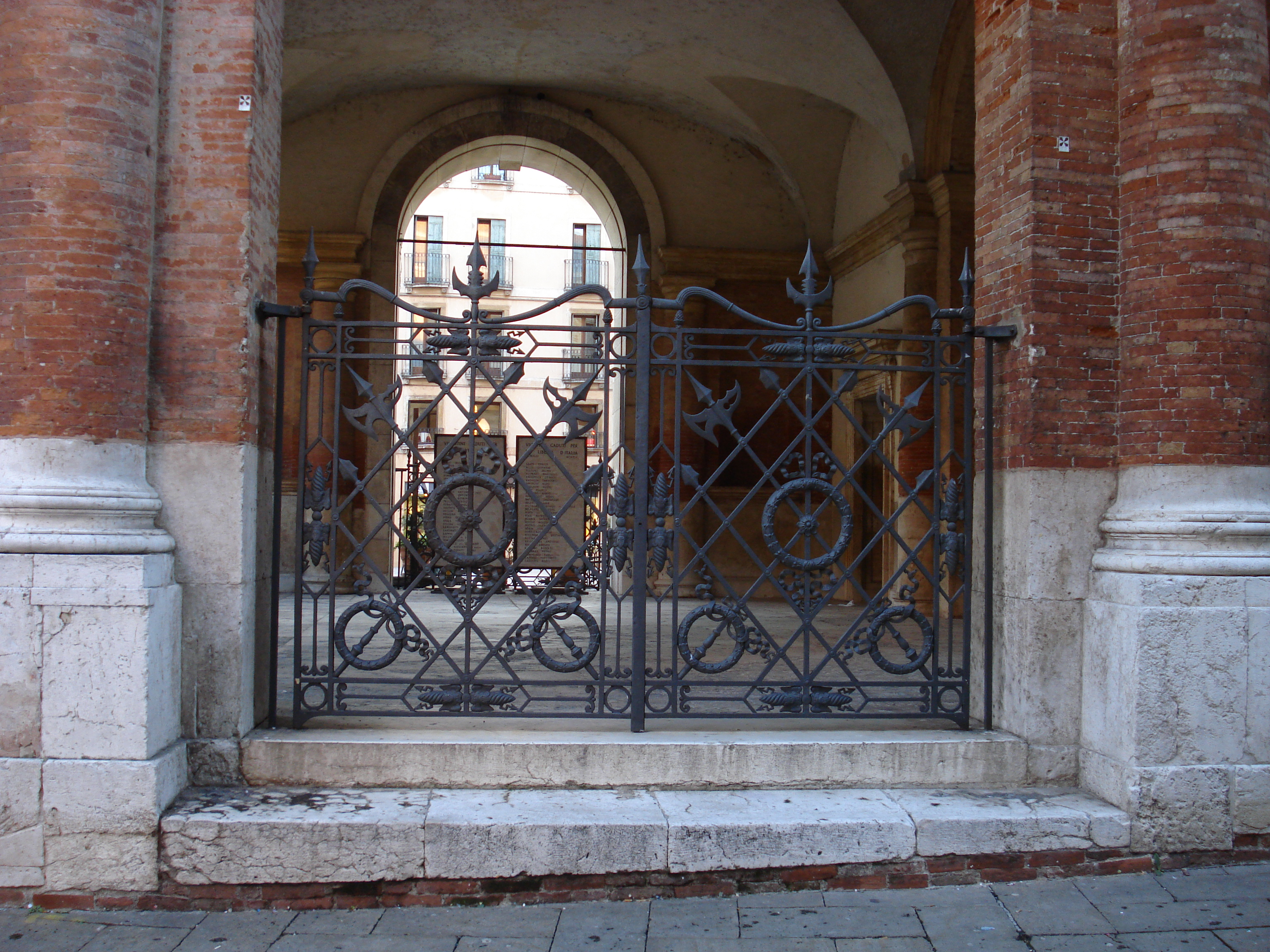
Cancello in ferro.
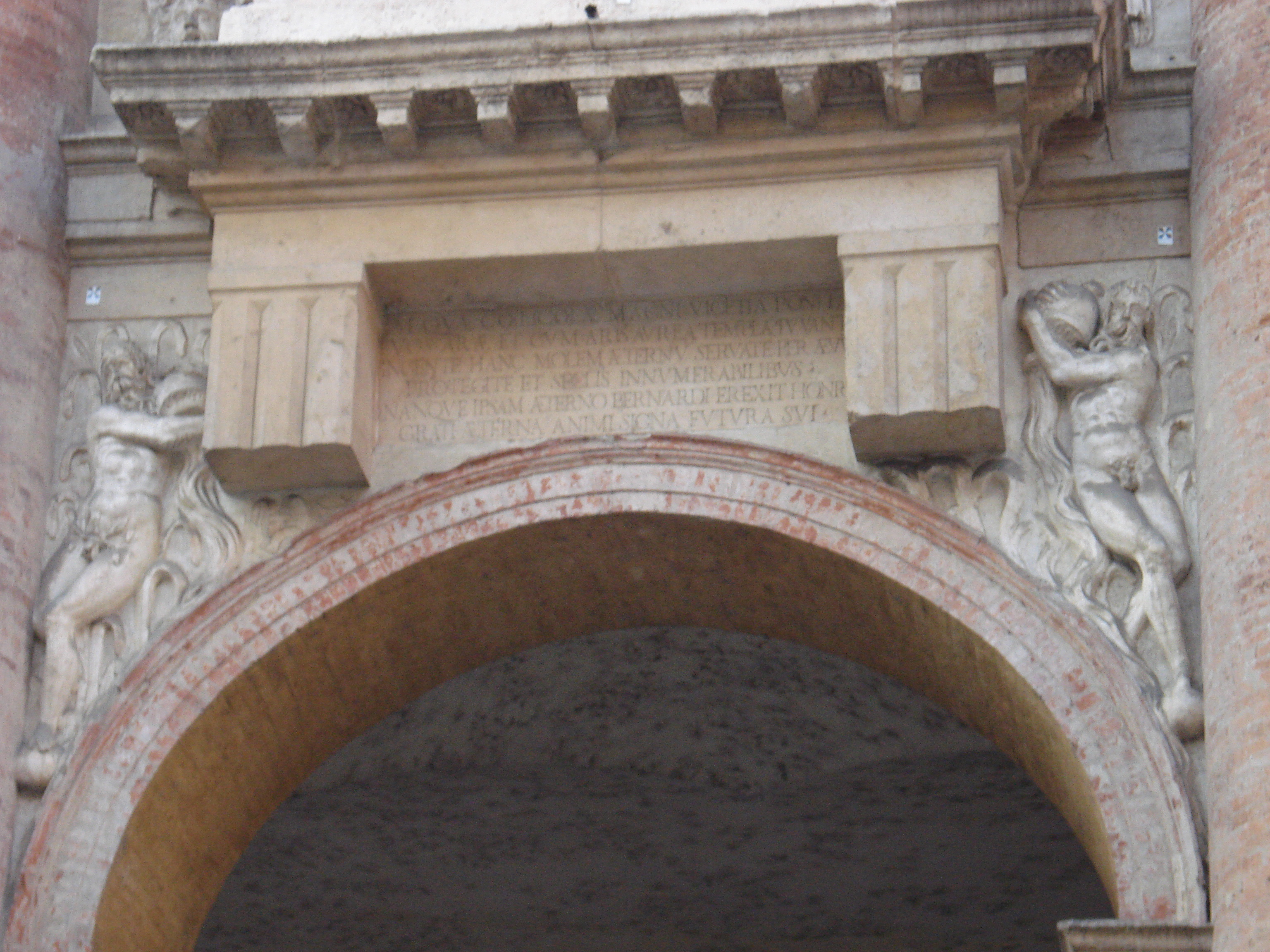
Iscrizione dedicata a Palladio.
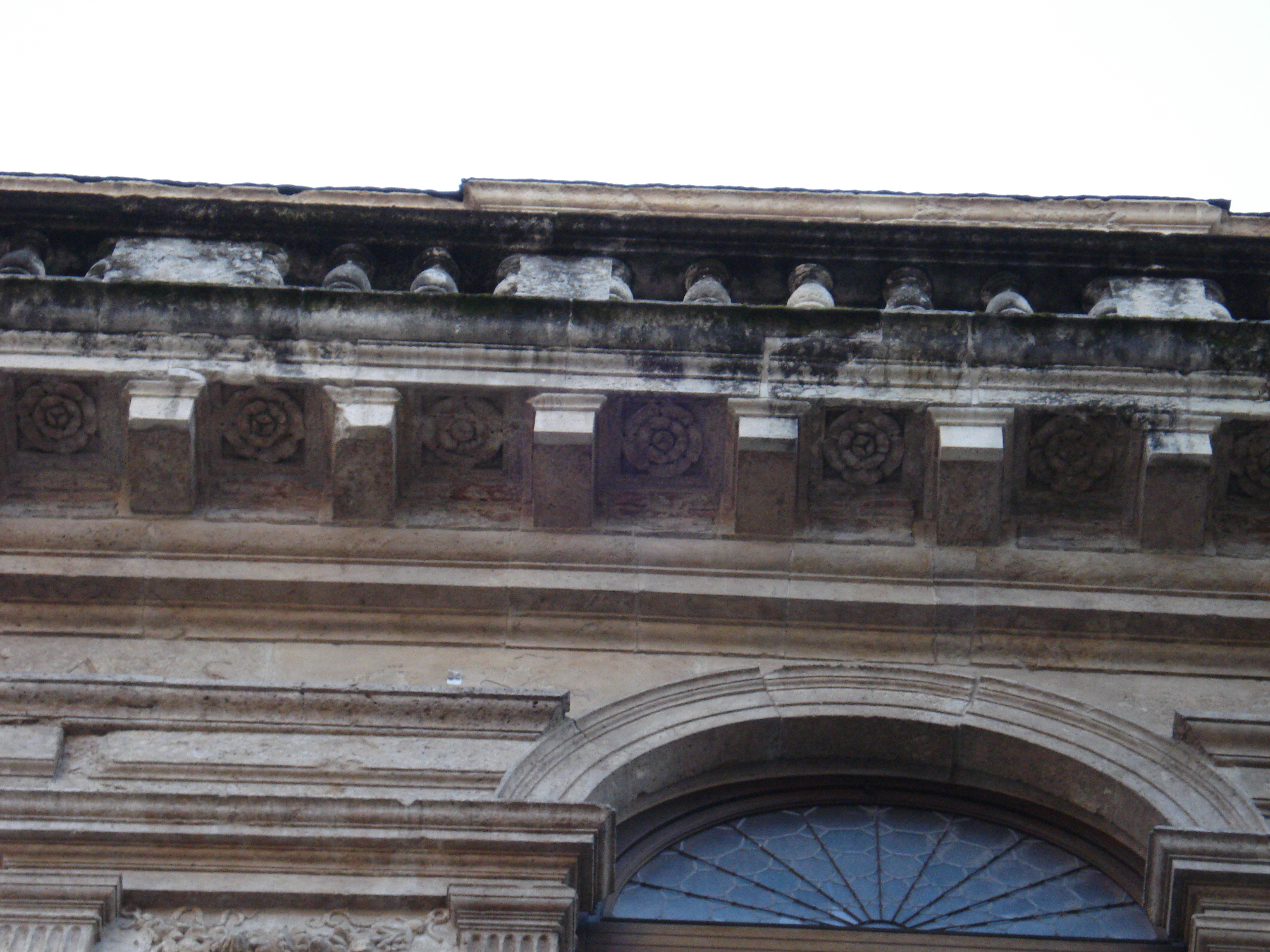
Dettaglio del balcone.
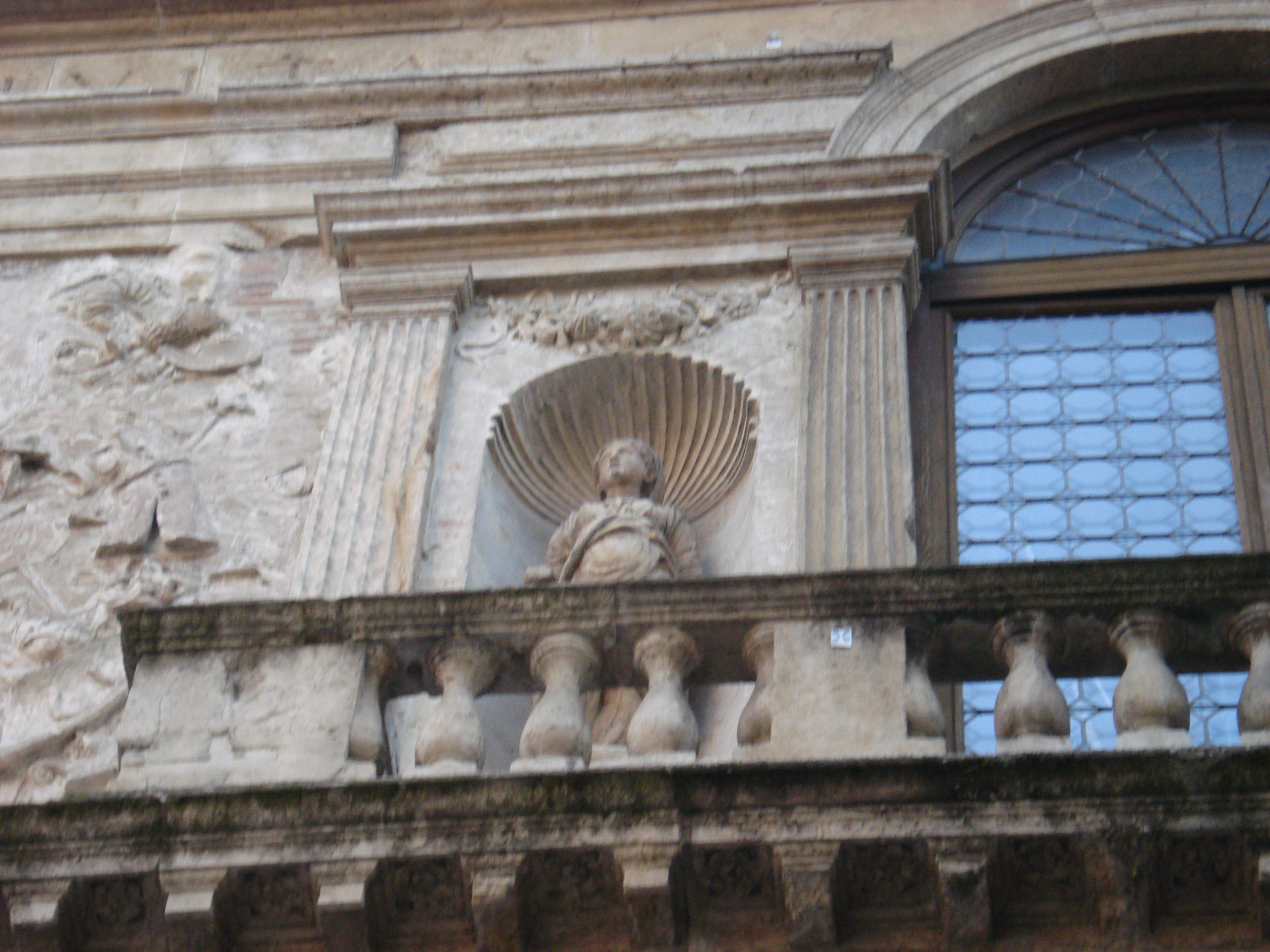
Parte del balcone con statua.
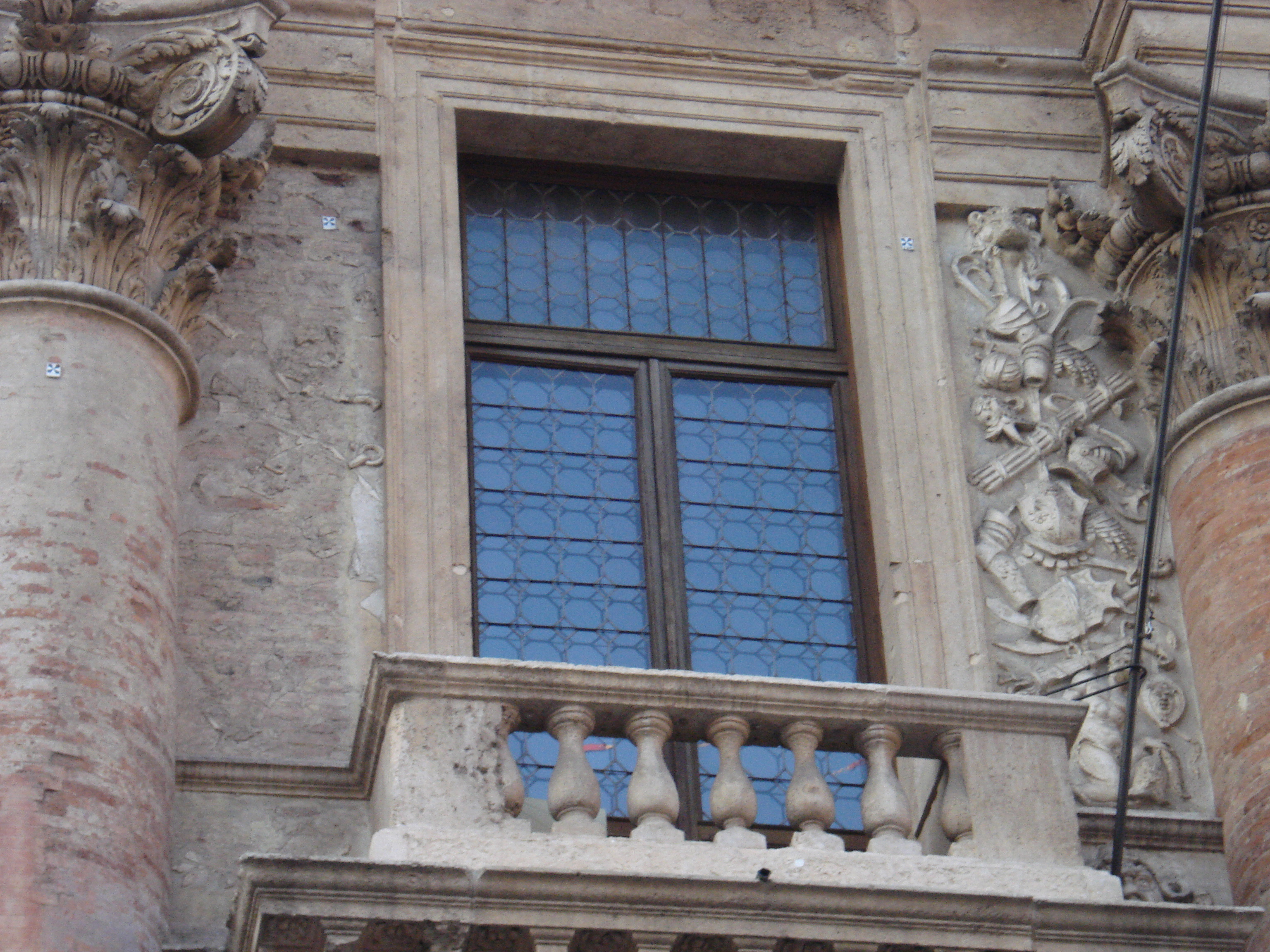
Una finestra del palazzo.
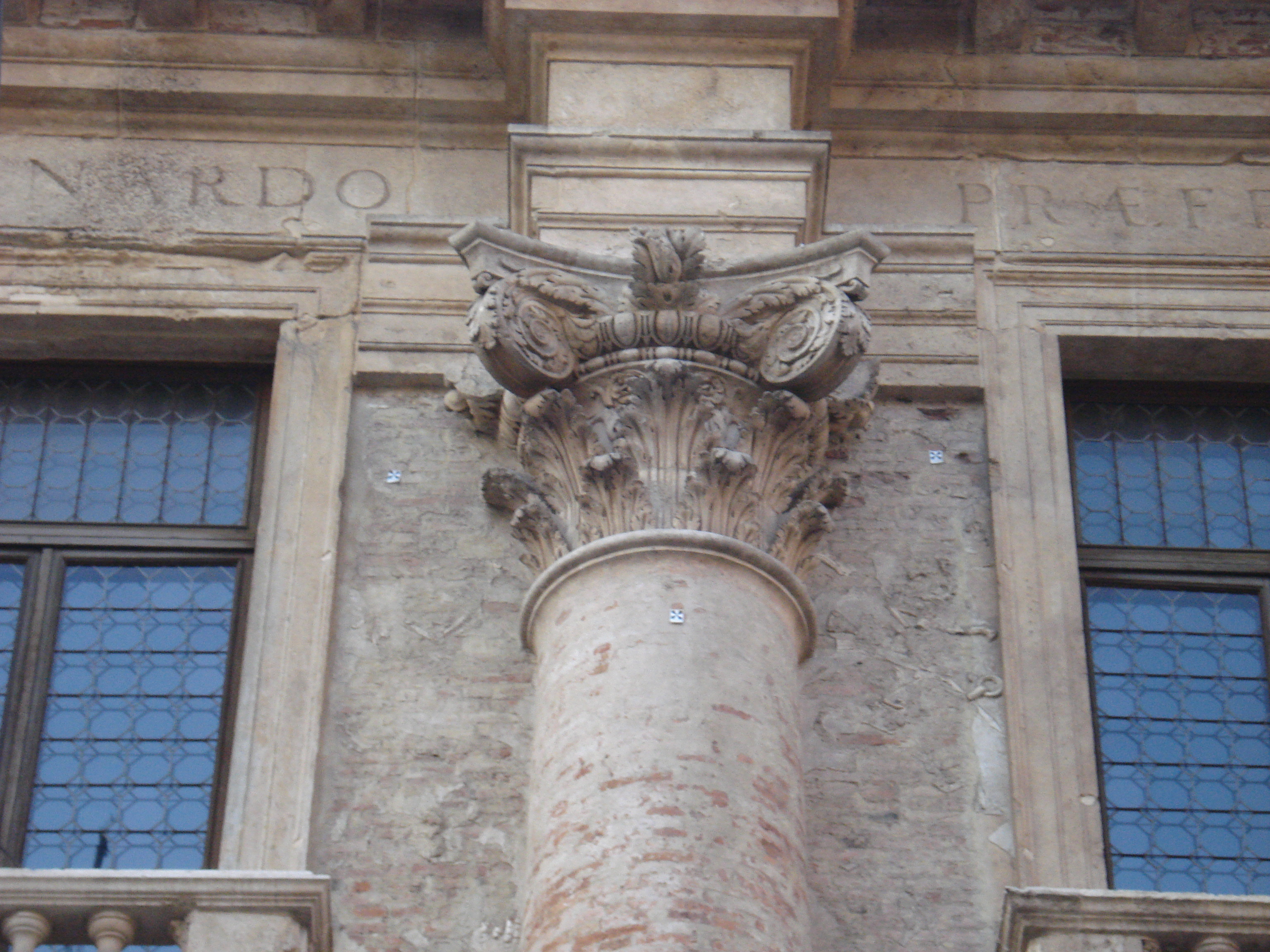
Capitello di una colonna corinzia.
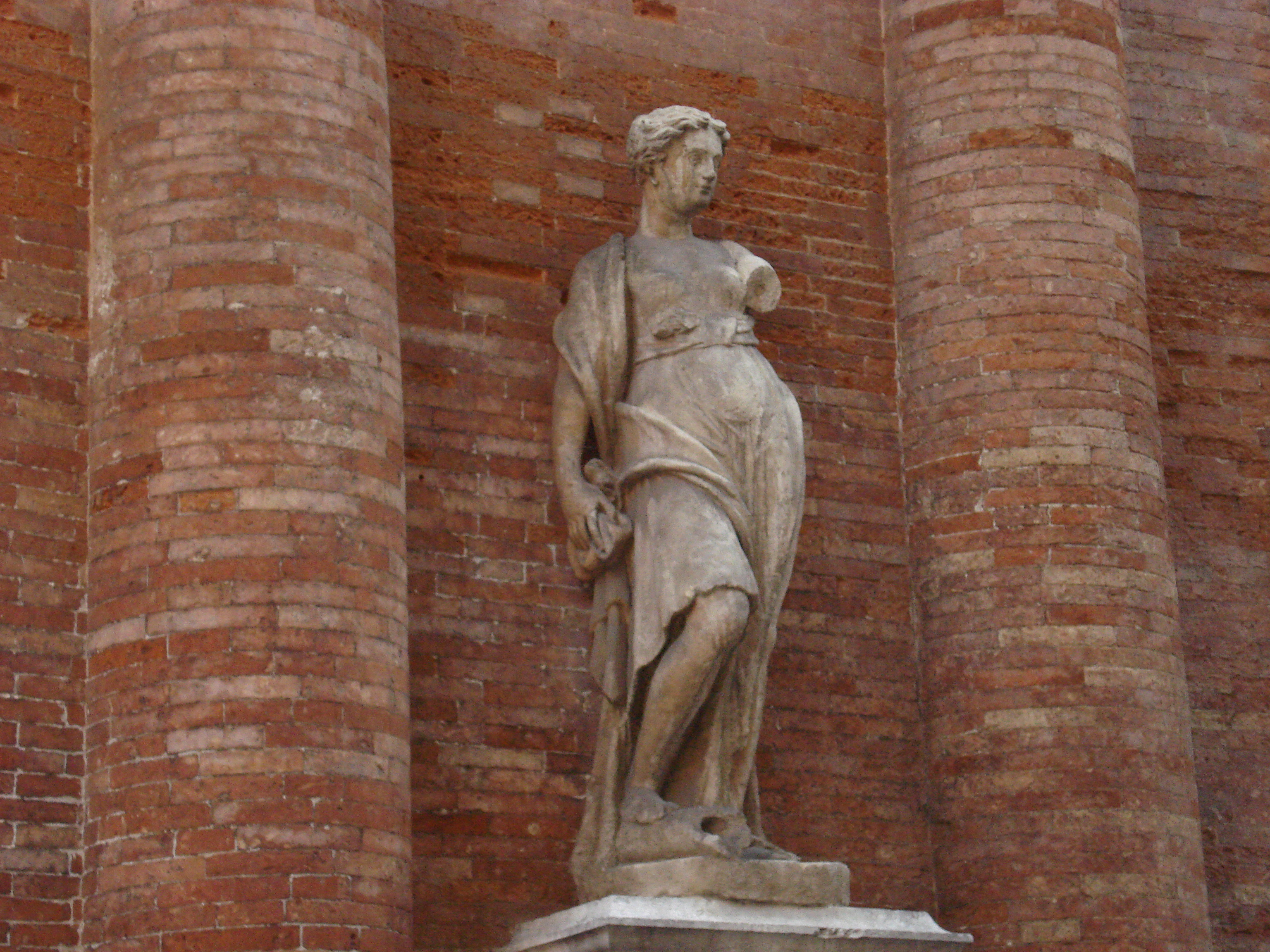
Palmam genuere carinae.
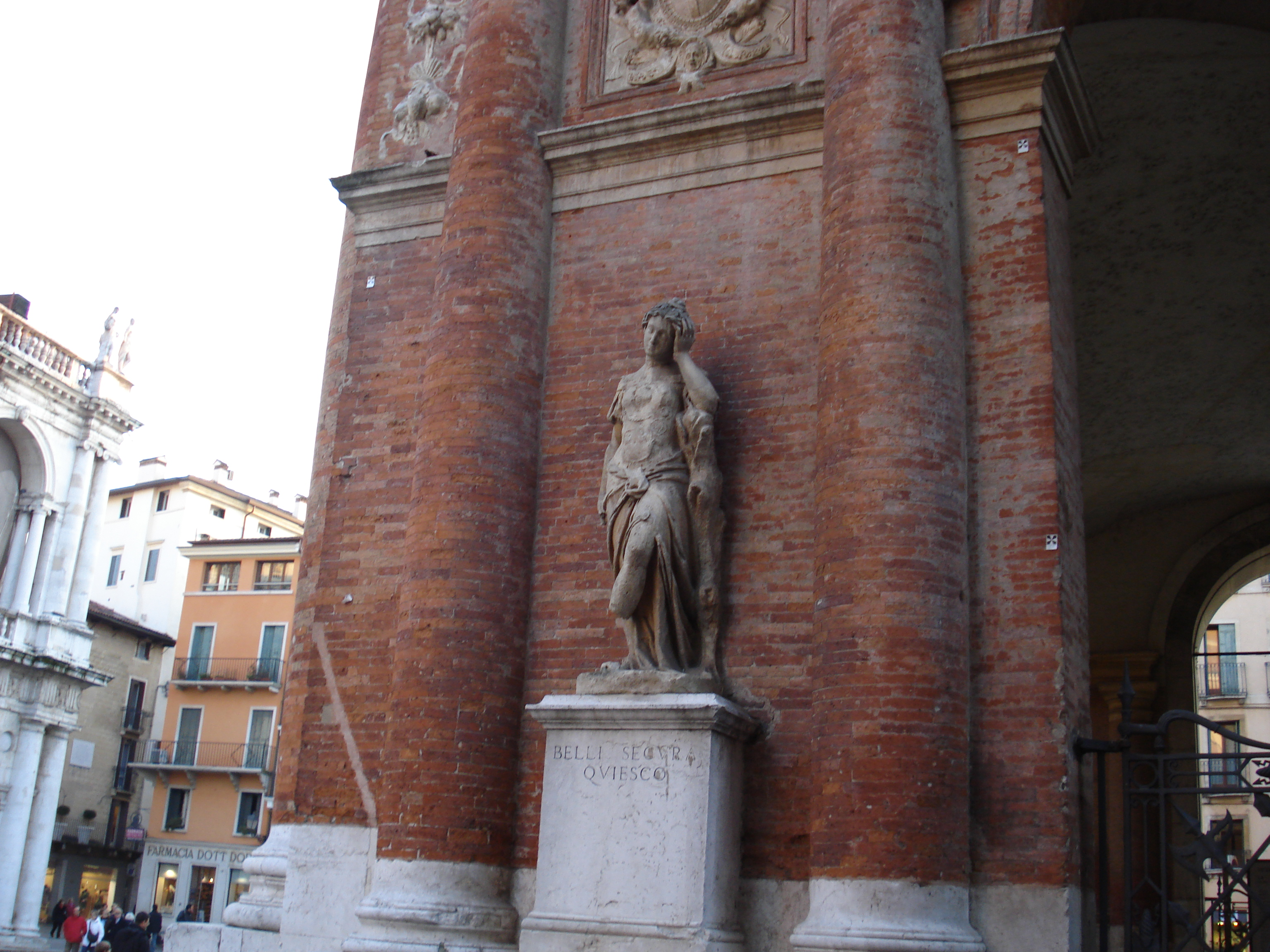
Belli secura quiesco.
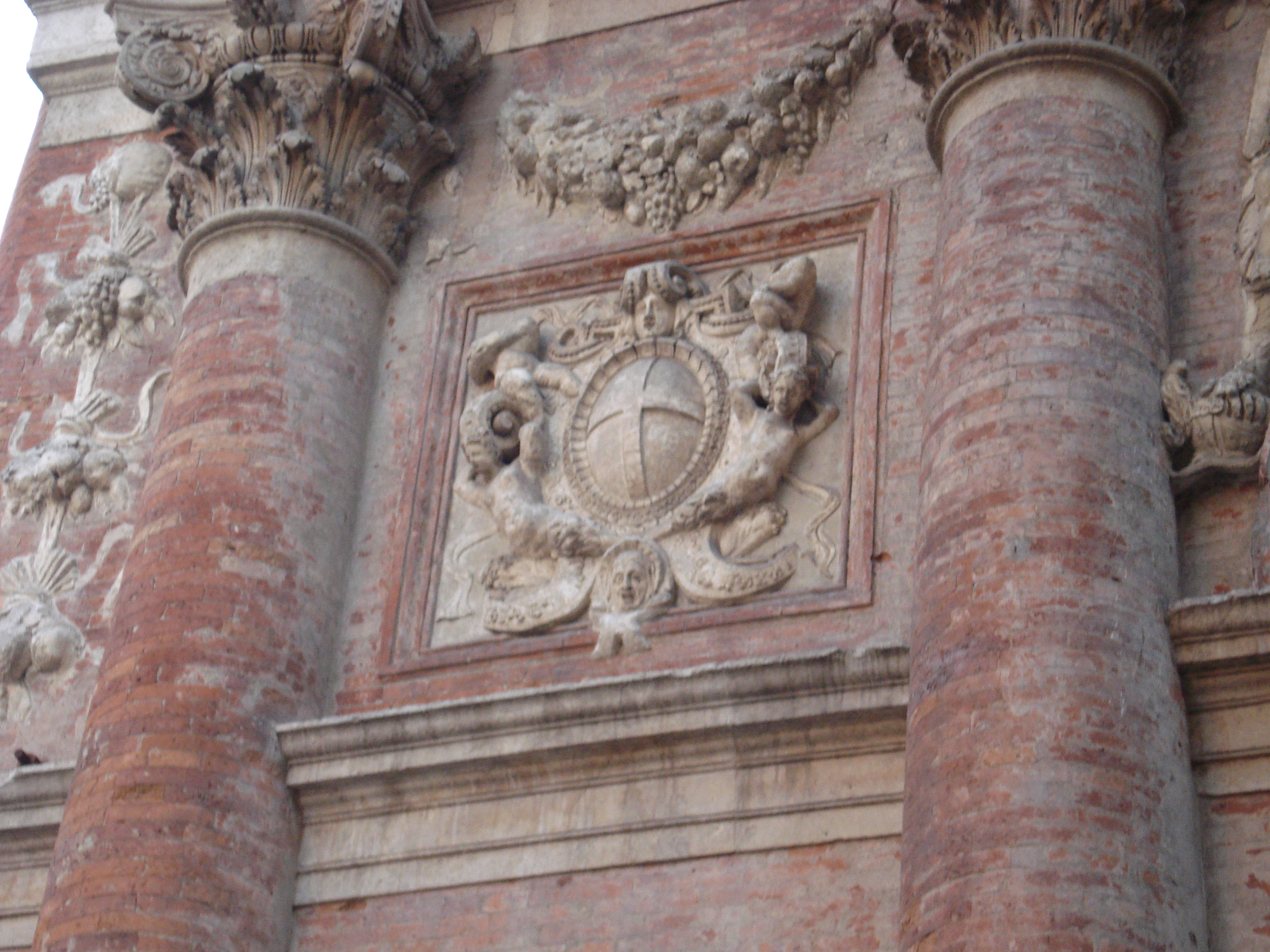
Stemma sulla facciata laterale.